# 4939 (1986 QL1)
4939 (1986 QL1) је астероид главног астероидног појаса чија средња удаљеност од Сунца износи 2,527 астрономских јединица (АЈ).
Апсолутна магнитуда астероида је 13,4.